# Загривочная
Загривочная (коми Загривочнӧй) — деревня в Усть-Цилемском районе Республики Коми России. Входит в состав сельского поселения Замежная.

## История
В «Списке населенных мест Российской империи», изданном в 1861 году, населённый пункт упомянут как деревня Загривочная (Загривок, Ореховых) Мезенского уезда (2-го стана), при реке Пижме, расположенный в 736 верстах от уездного города Мезень. В деревне насчитывалось 17 дворов и проживало 109 человек (49 мужчин и 60 женщин).
По состоянию на 1920 год, в деревне имелось 40 дворов и проживало 199 человек (92 мужчины и 107 женщин). В административном отношении деревня входила в состав Замежного общества Пижемой волости Печорского уезда.

## География
Деревня находится в северо-западной части Республики Коми, преимущественно на правом берегу реки Пижмы, на расстоянии примерно 38 километров (по прямой) к юго-юго-западу (SSW) от села Усть-Цильма, административного центра района. Абсолютная высота — 75 метров над уровнем моря.
Часовой пояс
Загривочная, как и вся Республика Коми, находится в часовой зоне МСК (московское время). Смещение применяемого времени относительно UTC составляет +3:00.

## Население
| 2010 |
| ---- |
| 280  |

Гендерный состав
По данным Всероссийской переписи населения 2010 года в гендерной структуре населения мужчины составляли 49,6 %, женщины — соответственно 50,4 %.
Национальный состав
Согласно результатам переписи 2002 года, в национальной структуре населения русские составляли 97 % из 360 чел.

## Улицы
Уличная сеть деревни состоит из восьми улиц и одного переулка.